# Ventura Salimbeni
Pour les articles homonymes, voir Salimbeni.

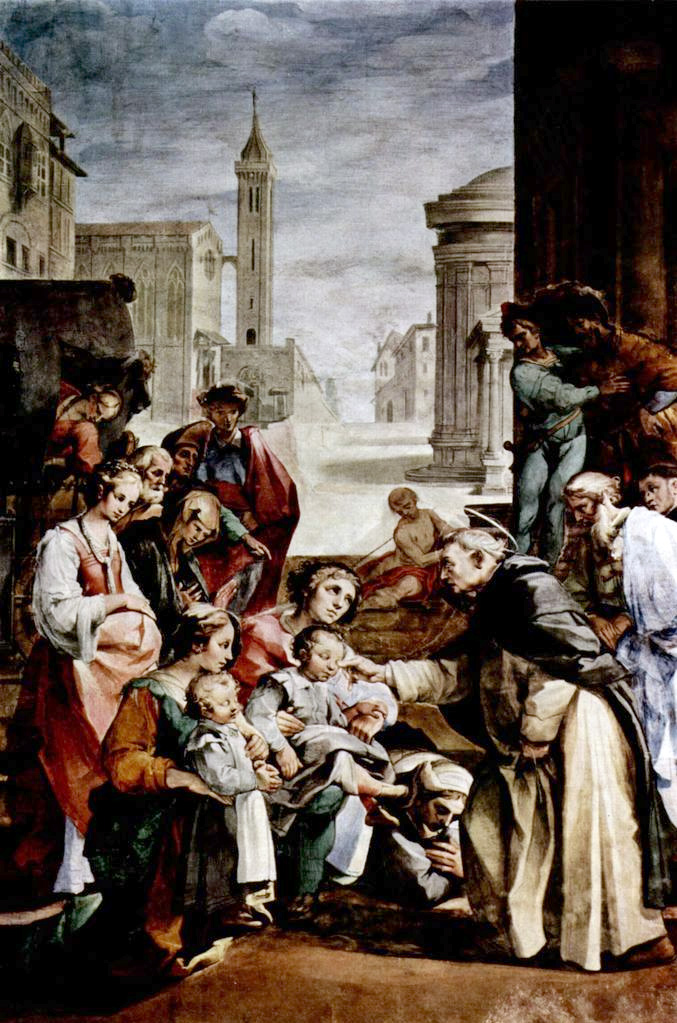
Saint Hyacinthe guérissant les jumeaux aveugles

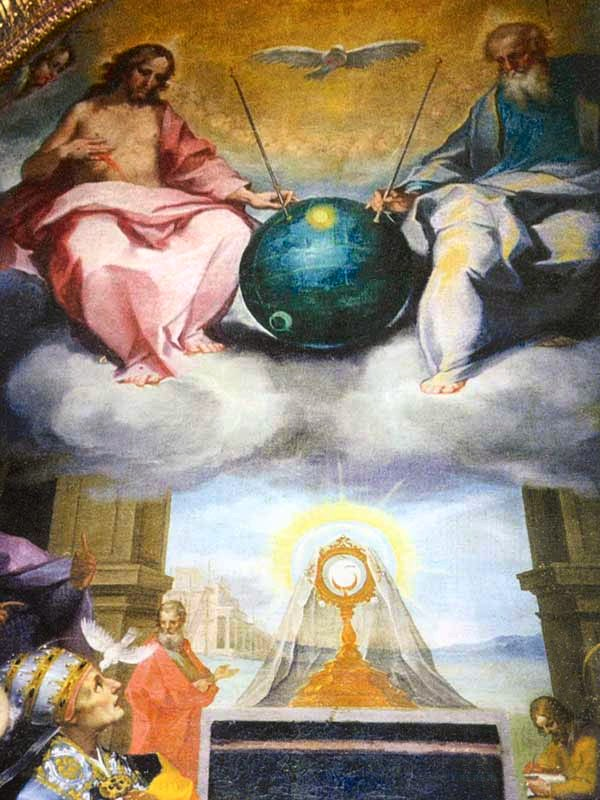
L'Exaltation de l'Eucharistie à Montalcino.

Ventura di Archangelo Salimbeni ou Bevilacqua, né le 20 janvier 1568 à Sienne où il est mort en 1613, est un peintre et graveur italien maniériste, un des derniers représentants de l'école siennoise.

## Biographie
Ventura Salimbeni étudie d'abord la peinture avec son demi-frère  Francesco Vanni auprès de leur père Arcangelo Salimbeni à Sienne.
Il travaille ensuite à Rome en 1588 pour des fresques de la bibliothèque apostolique vaticane pour  le pape Sixte V.
Pendant les années  1590 et 1591, il est commissionné par le cardinal Bonifazio Bevilacqua Aldobrandini pour l'église du Gesù et à la Basilique Sainte-Marie-Majeure pour des peintures qui montrent l'influence du maniériste  Cavalier d'Arpin et d'Andrea Lilio.
Salimbeni retourne à Sienne en 1595 où il devient un des chefs de file de l'école maniériste à la charnière du baroque. Il est influencé par Federico Barocci comme cela se voit dans ses draperies, éclairées de changement rapide de lumière.
Il termine des cycles de peintures pour les églises de Sienne et l'oratoire de la Sainte Trinité entre 1595 et 1602. Il commence vers 1600 les scènes de la Vie de saint Hyacinthe pour l'église Santo Spirito, des  peintures qui montrent les caractéristiques de la perspective du Siennois Beccafumi, dans les fonds de paysages et de bâtiments.
Il exécute également des peintures pour les églises du nord de l'Italie dont Florence, comme les tympans de la Basilique della Santissima Annunziata (1605-1608) illustrant des épisodes de l'histoire des Servites.
Dans la même période il part réaliser à Assise les fresques la Résurrection du Christ et Sainte Claire morte visitée par le pape pour la voûte de la chapelle de San Massimo à la Basilique Sainte-Marie-des-Anges d'Assise.

## Œuvres

### De Young Museum, San Francisco
- Sant'Agnese (1590), eau-forte[1]
- L'Annunciazione (1594), dessin[2]
- Matrimonio della Vergine (1590)[3]
- Due Studi di donna[4]
- Studi figurativi di un uomo e di una donna seduta[5]
- Studi di una figura maschile con la spada[6]
- Madonna col Bambino[7]
- Studi figurativi di un uomo e di una donna in piedi[8]
- Santi Anna e Gioacchino (1590), eau-forte[9]

### Courtauld Institute of Art, Londres
- Cristo sulla Croce con la Vergine, Maddalena e San Giovanni
- Due studi di testa di donna, schizzo di un piede
- Giovane in ginocchio con un vaso[10]

### Montalcino
- Fresques de la Trinità all'opera col Mondo, Chiesa di San Lorenzo in San Pietro,
- Martirio di Santa Caterina d'Alessandria, Pieve dei Santi Filippo e Giacomo,
- Beato Pietro Petroni (1597), Pieve dei Santi Filippo e Giacomo,
- San Simone Stock che riceve dalla Vergine lo scapolare, Chiesa di San Francesco,

### Autres
- L'Annunciazione, Museum of Fine Arts, Budapest[11]
- Morte di Santa Chiara con benedizione di papa Innocenzo IV, dessin, Fitzwilliam Museum, Cambridge[12]
- Matrimonio della Vergine, Seminario Diocesano di Foligno[13]
- La Vergine e il Bambino in Gloria (1590), Grand Rapids Museum of Art, Michigan
- Trinità con San Pietro e San Bernardo, Musée Fesch, Ajaccio, France
- Studio per una pala d'altare, dessin, Fogg Art Museum, Boston
- Santa Caterina acceca con lo sguardo i soldati fiorentini, Haarlem, musée Teyler[14]
- San Lorenzo e San Carlo Borromeo adorano il Nome di Gesù (1620), Duomo di Grosseto[15]
- Fresques de la Resurrezione di Cristo, Chiesa di San Giovanni Battista, Bagno Vignoni
- Resurrezione di Cristo, Cappella dell'Ablazione del Signore, Basilique Sainte-Marie-des-Anges d'Assise
- Crocifissione, Propositura dei Santi Giusto e Clemente, Castelnuovo Berardenga
- Andata al Calvario, église Sant'Agostino, Sienne
- Sant'Antonio in adorazione di Gesù Bambino, Chiesa di San Donato, Chianni
- Madonna addolorata e santi, Chiesa della Compagnia di San Salvatore, Scrofiano
- Visitazione (Chiesa della Madonna di Vitaleta, San Quirico d'Orcia
- Miracolo della Neve, Santuario della Madonna delle Grazie, Arcidosso
- Annunciazione e Natività (1607, Église San Frediano (Pise))
- Martirio di Santa Cecilia (1607, Chiesa di Santa Cecilia, Pise)
- Crocifissione (1600), Basilique San Domenico, Sienne
- Fresques  de la Villa Bottini, Lucques